# 萊里達新主教座堂
41°36′47.94″N 0°37′22.65″E / 41.6133167°N 0.6229583°E

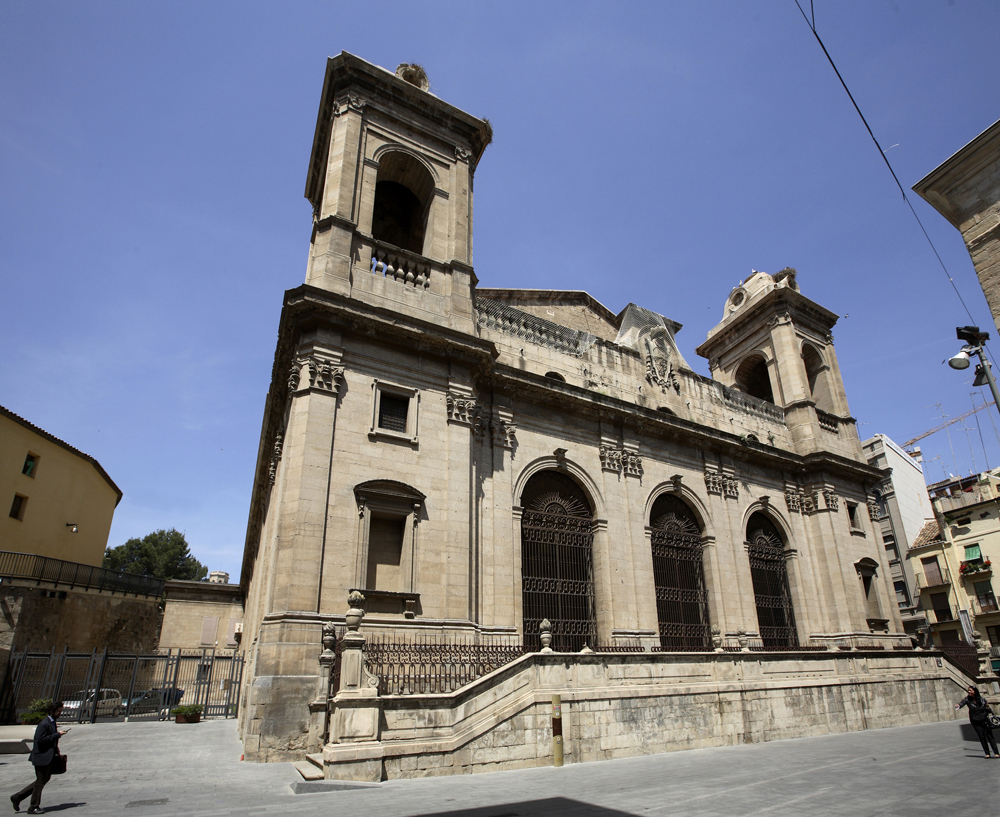

萊里達新主教座堂（Catedral Nova de Lleida）是位於西班牙城市萊里達的一座羅馬天主教的主教座堂。這座教堂也是天主教萊里達教區的主教座堂。